# Rosa Weibel

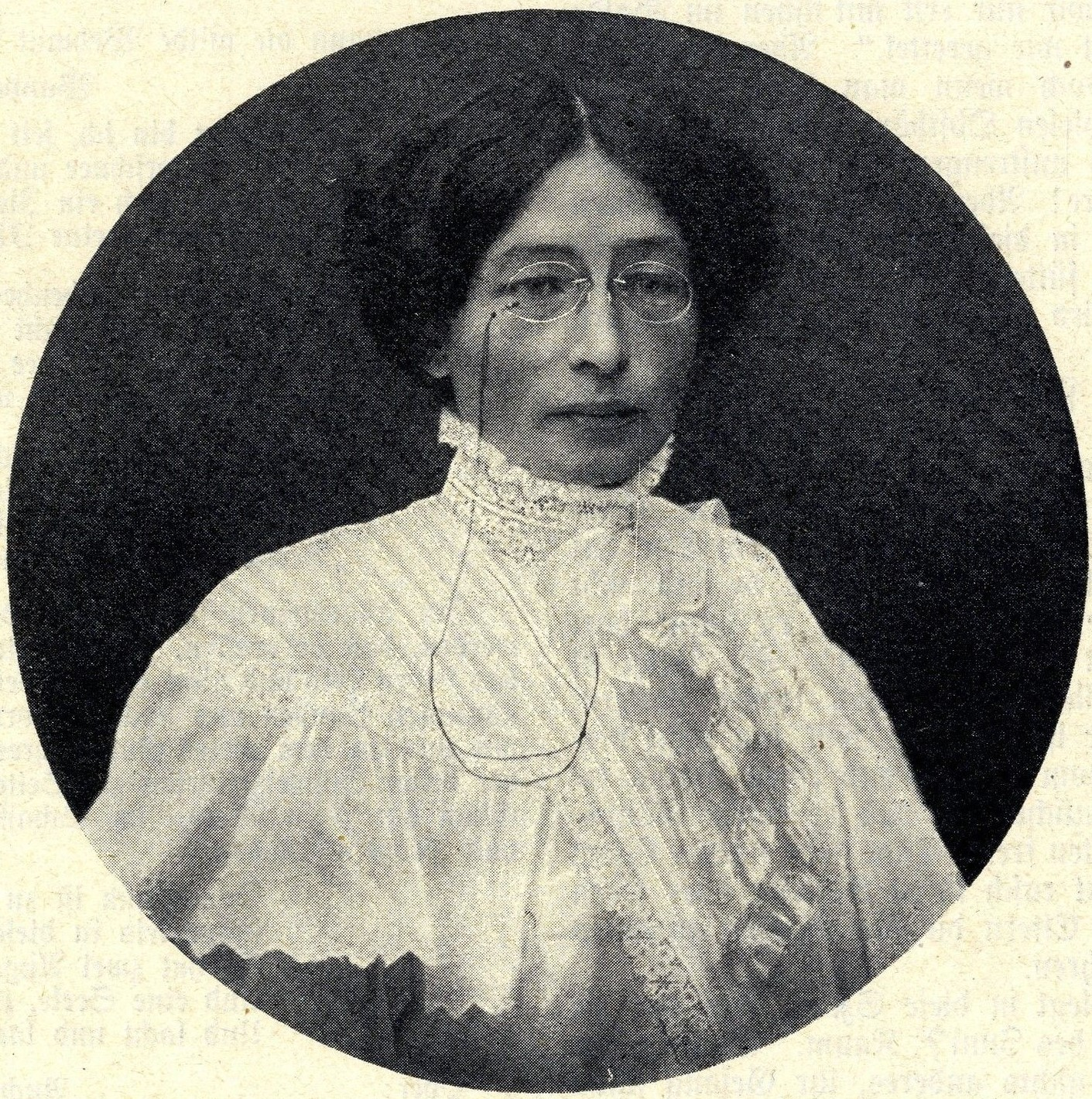
Rosa Weibel (1909)

Rosa Weibel (* 28. September 1875 in Radelfingen; † 1. Oktober 1953 in Zürich) war eine Schweizer Serviertochter und Lyrikerin.
Rosa Weibel erlitt 1897 einen schweren Sturz und wurde dadurch invalid. Sie begann in der Folge mit dem Schreiben. In «Die Kellnerin» äusserte sie sich kritisch zu den Arbeitsbedingungen im Kellnerinnenberuf und setzte sich für eine Verbesserung der Arbeitsverhältnisse ein. Nach der Jahrhundertwende übersiedelte sie nach Zürich.
Rosa Weibel verfasste Erzählungen (u. a. «Von Lieb’ und Leid» 1914), Gedichte («Gedichte» 1909) und berndeutsche Theaterstücke (z. B. «Vorhär u nachhär» 1929, «Altmödig u neumödig» 1950) sowie ebenso erfolgreiche Jugendbücher, etwa «Züseli, und wie es zu Fritzli kam» (1938).

## Werke
- Die Kellnerin. In: Union Helvetica. Band 18, Nr. 21–23, 1903, S. 19.
- Fritzli, der Ferienvater. 7. Auflage. Sauerländer, Aarau 1961.
- Züseli und wie es zu Fritzli kam. Sauerländer, Aarau 1938. 
  - Illustrationen von Vreni Zingg. 150 S.